# M.E.Doc
«M.E.Doc» (My Electronic Document, также Medoc, Медок) — распространенное украинское программное обеспечение для подачи отчетности в контролирующие органы и обмена юридически значимыми первичными документами между контрагентами в электронном виде.

## История

### Разработчики[2]
Программа M.E.Doc разработана украинскими программистами под началом Олеси Линник, которая в 2000 году продолжила семейное дело своего отца Сергея Линника, занимающегося разработкой бухгалтерских систем с 1991 года и основавшего группу компаний «Интеллект-Сервис». Уже в 1993 году его разработка «БЭСТ ЗВИТ» была первой на Украине программой для автоматизации работы малого и среднего бизнеса. «БЭСТ ЗВИТ» стала прародителем современной программы M.E.Doc, которой на сегодняшний день пользуется подавляющее большинство компаний в стране.

### Появление M.E.Doc
По мере развития новых технологий и требований рынка программное обеспечение актуализировалось и совершенствовалось, результатом чего в 2010 году стало появление на украинском рынке новой разработки под названием M.E.Doc.
В 2013 году в этой программе объединили наработки из разных направлений автоматизации бухгалтерской деятельности: отчетности, расчета заработной платы, взаимодействия внутри корпораций и обмена документами между контрагентами. Таким образом, M.E.Doc стал мультифункциональным комплексом с максимальными возможностями для бухгалтеров в стране. Программное обеспечение удовлетворяет потребности в работе с электронными документами компаний любого масштаба, формы собственности и вида деятельности.
Разработки «Интеллект-Сервис» позволили перевести процесс подачи отчетности на Украине в электронную форму. Сначала эта процедура происходила с использованием дискет, а со временем стала полностью дистанционной с использованием электронной цифровой подписи (ЭЦП). В частности, программа M.E.Doc стала родоначальником электронного документооборота в стране.
M.E.Doc продается и обслуживается широкой партнерской сетью, которая насчитывает более 600 представительств по всей Украине: дилеров, посредников, дистрибьюторов и франчайзи.
В результате развития и трансформации группы компаний «Интеллект-Сервис» в начале 2017 года образовалась компания Linkos group, аккумулирующая в себе высокотехнологичные программные решения для бизнеса и бюджетных учреждений.
В 2019 году программа M.E.Doc получила награду «Выбор года 2019» в номинации «Коммерческая программа года для подачи отчетности и электронного документооборота».

## Описание программы
Программа M.E.Doc предназначена для подачи отчетности во все контролирующие органы Украины (ГФСУ, ГССУ, ПФУ, ФСС по ВПТ, ГКСУ, министерства и ведомства), для регистрации налоговых накладных и юридически значимого электронного документооборота. Кроме того, программа предоставляет модули для начисления зарплаты, отчетности крупных компаний с разветвленной структурой подразделений и работы банков.
M.E.Doc содержит все актуальные формы отчетности, которые оперативно обновляются в соответствии с законодательством. Программа поддерживает работу с КЭП (ЭЦП) наиболее используемых центров сертификации, а также защищенными носителями для КЭП (ЭЦП) SecureToken. Над программой работает многочисленный штат разработчиков, аналитиков, тестировщиков, специалистов техподдержки и других направлений. M.E.Doc получил положительное экспертное заключение в сфере технической защиты информации уровня Г3 от Госспецсвязи, свидетельствующее о высоком уровне безопасности и защищенности программы.
В компьютерной программе «М.Е.Dоc» можно использовать сертификаты КЭП (ЭЦП), полученные в ряде квалифицированных предоставляющих электронные доверительные услуги (аккредитованных центров сертификации ключей — АЦСК).
Программа поддерживает работу с защищенными носителями для КЭП (ЭЦП). В программе «M.E.Doc» также реализовано автоматическое продление сертификатов квалифицированных электронных подписей.
Разработчик программы предоставляет код доступа для каждого предприятия. Если в программу не введен код доступа, тогда она будет работать в демонстрационной версии, которая позволяет ознакомиться с функциональными возможностями программы, но функции экспорта, отправка по электронной почте и печать документов будут недоступны.

## Структура программы
Программа имеет как готовые решения для основных потребностей пользователей, так и дополнительные модули:
- Решение M.E.Doc.Держава — подача всех видов отчетности во все контролирующие органы, регистрация налоговых накладных в Едином реестре налоговых накладных и обмен ими с контрагентами.
- Решение M.E.Doc.Бізнес — обмен первичными бухгалтерскими документами с контрагентами.
- Модуль M.E.Doc.Акциз та ТТН — для работы с системой электронного администрирования реализации топлива и обращения с товарно-транспортными накладными.
- Модуль M.E.Doc.Зарплата — расчет и начисление заработной платы сотрудников, учёт и управление персоналом.
- Модуль M.E.Doc.Корпорація — консолидация отчетности предприятий с разветвленной структурой.

## Партнерская сеть
M.E.Doc продается и обслуживается широкой партнерской сетью, которая насчитывает более 600 представительств по всей Украине: дилеров, посредников, дистрибьюторов и франчайзи. Франчайзинговая сеть представлена магазинами электронных услуг «Твій час», основанной создателями M.E.Doc в 2016 году.

## Вирусная атака 2017 года
15 мая 2017 года с обновлением программы на компьютерах пользователей был установлен бэкдор, позволявший собирать идентификационные данные и устанавливать удалённый контроль над поражёнными компьютерами.
18 мая 2017 года был выявлен вирус-вымогатель XData, ставший вторым по скорости распространения после WannaCry. 96 % поражённых компьютеров принадлежали украинским компаниям. Вирус XData был нацелен в основном на компьютеры, используемые для ведения бухгалтерского учёта. Антивирусная компания ESET заявила, что вирус распространялся через программу M.E.Doc. Компания — разработчик M.E.Doc опровергала причастность программы к вирусной атаке.
27 июня 2017 года через обновление M.E.Doc был запущен вирус Petya, что положило начало масштабной хакерской атаки. 4 июля через сервера информационной системы M.E.Doc вновь была проведена рассылка вируса Petya, а в офисе компании-разработчика киберполиция провела обыск. Министр внутренних дел Украины Арсен Аваков заявил, что компания знала об уязвимости системы, но не предприняла мер, чтобы предотвратить атаку. 5 июля ГФС Украины временно отказалась от использования программы M.E.Doc. 19 июля представители украинских компаний, конкурентов M.E.Doc, написали обращение к премьер-министру Украины в котором обвинили ГФС в сотрудничестве с M.E.Doc.
Социальные сети резко отреагировали на масштабную кибератаку. Больше всего пользователей возмущало то, что разработчики программы M.E.Doc не только не смогли предупредить вирусную угрозу, но и то, что спустя неделю после кибератаки молчали телефоны техподдержки. Вирус Petya уничтожил всю информацию на компьютере, то есть отчетность крупных компаний за несколько лет. Пострадавшие от вируса предприятия массово подавали в суд.
2 августа 2017 года руководитель компании M.E.Doc Олеся Линник заявила, что компания является объектом рейдерской атаки со стороны конкурентов.
В ходе расследований и обсуждений киберполиция и независимые эксперты по кибербезопасности высказывали следующие версии: попытка рейдерского захвата, внешнее вмешательство в инфраструктуру страны в целом со стороны соседнего государства, чисто мошенническая активность криминального, но не политического характера, широкомасштабное испытание технологии кибероружия, не связанное с украинским политическим контекстом.
19 октября 2020 года Американское министерство юстиции официально выдвинуло обвинения шести офицерам ГРУ Российской Федерации. Считается, что все они имеют членство в хакерской группе Sandworm. Эта группа виновна в громких кибератаках современности: NotPetya, KillDisk и OlympicDestroyer.